# Placidochromis lukomae
Placidochromis lukomae är en fiskart som beskrevs av Mark Hanssens 2004. Placidochromis lukomae ingår i släktet Placidochromis och familjen Cichlidae. Inga underarter finns listade i Catalogue of Life.